# Nat Geo Kids
Nat Geo Kids fue un canal de televisión por suscripción latinoamericano de origen estadounidense enfocado a niños de 3 a 11 años con programación preescolar de temática dirigida a la ciencia, aventura, medio ambiente y a la exploración, junto con series animadas y películas familiares.
Fue lanzado el 1 de julio de 2017 en reemplazo de MundoFox. Era propiedad de National Geographic Partners, una empresa conjunta entre The Walt Disney Company Latin America y National Geographic Society y era operado por Disney Media Networks Latin America.
En la madrugada del 1 de abril de 2022, Nat Geo Kids finalizó sus emisiones, junto con FXM, Disney XD, Nat Geo Wild y Star Life. Su último programa fue Las Aventuras de Pilar.

## Historia
Nat Geo Kids fue lanzado al aire el 1 de julio de 2017 a las 7:00 AM (UTC-5) en conjunto con Fox Networks Group y National Geographic Society como el primer canal de la marca National Geographic con temática infantil en Latinoamérica, al reemplazar al canal MundoFox. Su lanzamiento en Brasil estaba planificado para el 1 de septiembre de 2017, pero fue finalmente lanzado el 4 de octubre del mismo año. 
Su canal hermano National Geographic emite todos los sábados bloque de dos horas de duración con parte de la programación de Nat Geo Kids. Así mismo Fox Channel también emitía un bloque de dos horas de duración con parte de la programación de Nat Geo Kids todos los domingos por la mañana hasta 2020, cuando dicho bloque fue trasladado al canal National Geographic.
A inicios de enero de 2022, Disney anunció el cierre de Nat Geo Kids en Latinoamérica el 31 de marzo, además del cese de otros canales de televisión que posee en la región como Nat Geo Wild, Disney XD, FXM y Star Life. El cambio viene como consecuencia del conglomerado en enfocarse más en sus plataformas Disney+ y Star+.